# Yoko (Vorname)

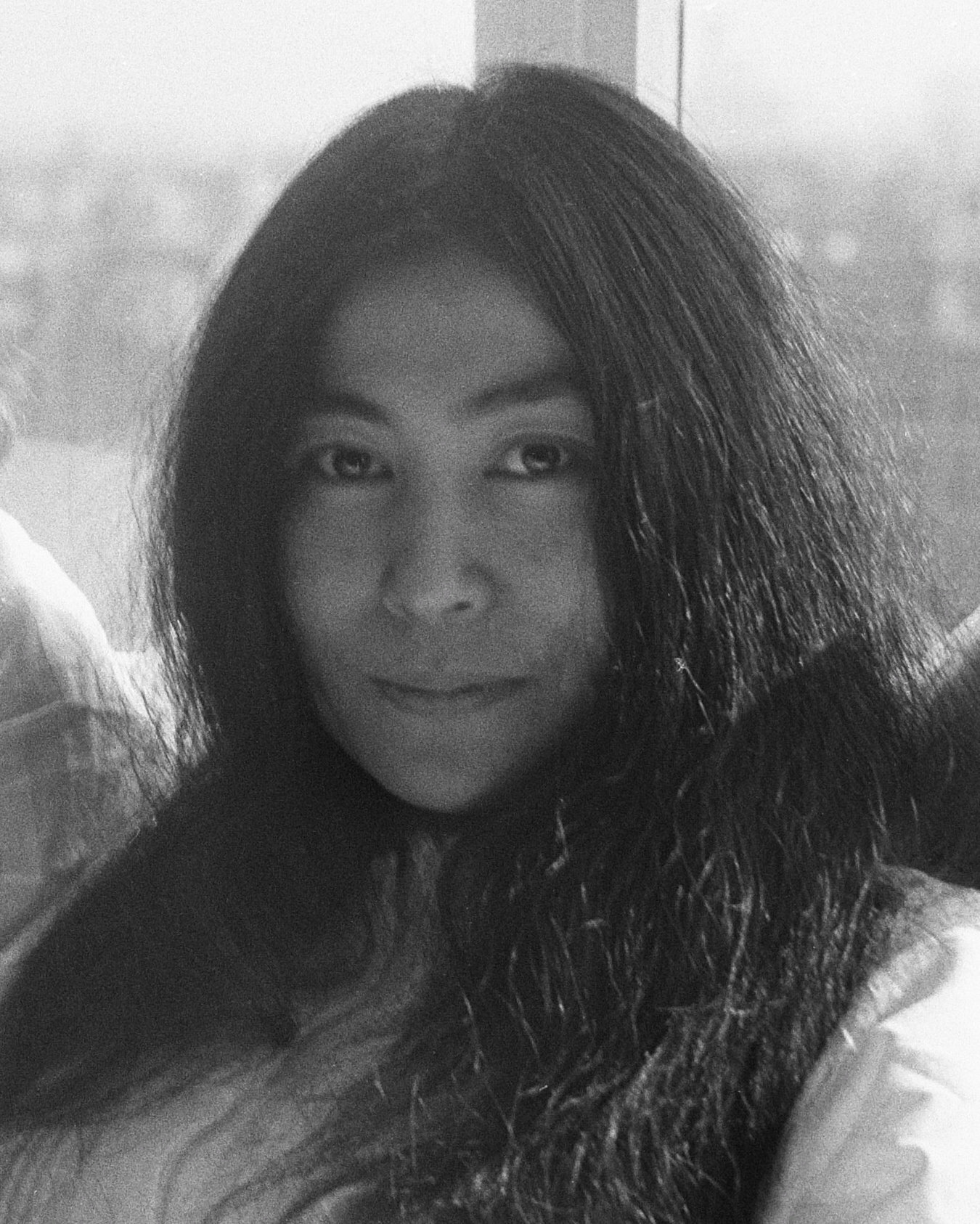
Yoko Ono, 1969

Yoko [jo̞ː.ko̞] ist ein japanischer, weiblicher Vorname.

## Herkunft und Bedeutung
Bei Yoko handelt es sich um eine mögliche Transkription des japanischen Namens 陽子 bzw. 洋子 Yōko.
Je nach Schreibweise setzt der Name sich aus den Elementen 陽 yō „Licht, Sonne“ oder „männlich“ und 子 ko „Kind“ oder 洋 yō „Ozean“ und 子 ko „Kind“ zusammen. Es existieren auch weitere Kanji-Schreibweisen und damit Bedeutungen.

## Verbreitung
In Japan ist der Name Yoko weit verbreitet. In den 1930er bis 1960er Jahren gehörte er zu den 10 beliebtesten Mädchennamen des Landes.
In Deutschland ist der Name äußerst selten.

## Varianten
Neben den alternativen Transkriptionen Yōko und Youko existiert die Variante 陽子 Haruko.

## Bekannte Namensträgerinnen

### Rufname
- Yoko Alender (* 1979), estnische Politikerin
- Yōko Fujimoto (* um 1970), japanische Badmintonspielerin
- Yōko Hata (* um 1955), japanische Badmintonspielerin
- Yōko Higashi (* 1974), japanische Illustratorin, Amateur-Sängerin, Songwriterin und Dichterin
- Yoko Higuchi-Zitzmann (* 1971), deutsch-japanische Filmproduzentin
- Yōko Hikasa (* 1985), japanische Synchronsprecherin und Sängerin
- Yōko Honna (* 1979), japanische Schauspielerin und Synchronsprecherin
- Yōko Imoto (* 1944), japanische Bilderbuchautorin und -illustratorin
- Yōko Ishida (* 1973), japanische Sängerin
- Yōko Kamikawa (* 1953), japanische Politikerin
- Yōko Kanno (* 1964), japanische Komponistin
- Yōko Kamio (* 1966), japanische Manga-Zeichnerin
- Yōko Komiyama (* 1948), japanische Politikerin
- Yōko Maki (* 1982), japanische Schauspielerin
- Yōko Maki (1923–2000), japanische Schriftstellerin
- Yōko Maki (* 1981), japanische Mangaka
- Yōko Mimura (* 1968), japanische Curlerin
- Yōko Minamino (* 1967), japanische Sängerin und Schauspielerin
- Yōko Morishita (* 1948), japanische Ballerina
- Yōko Nogiwa (1936–2017), japanische Schauspielerin
- Yōko Ogawa (* 1962), japanische Schriftstellerin
- Yoko Ono (* 1933), japanisch-amerikanische Künstlerin, Filmemacherin, Experimentalkomponistin und Sängerin
- Yōko Ōno (* 1989), japanische Judoka
- Yōko Sakaue (* 1968), ehemalige japanische Judoka
- Yōko Shibui (* 1979), japanische Langstreckenläuferin
- Yōko Shimada (1953–2022), japanische Filmschauspielerin
- Yōko Shimomura (* 1967), japanische Komponistin
- Yōko Takahagi (* 1969), ehemalige japanische Fußballspielerin
- Yōko Takahashi (* um 1935), japanische Badmintonspielerin
- Yōko Tanabe (* 1966), ehemalige japanische Judoka
- Yōko Tanaka (* 1993), japanische Fußballspielerin
- Yōko Tani (1928–1999), franko-japanische Schauspielerin
- Yōko Tawada (* 1960), japanische Schriftstellerin
- Yōko Tsukasa (* 1934), japanische Schauspielerin
- Yoko Watanabe (1953–2004), japanische Opernsängerin
- Yōko Yagi (* 1980), ehemalige japanische Langstreckenläuferin

### Zweitname
- Susanna Yoko Henkel (* 1975), deutsche Geigerin
- Ina-Yoko Teutenberg (* 1974), ehemalige deutsche Radrennfahrerin

### Fiktive Namensträger
- Yōko Rittonā, Figur aus der Anime-Fernsehserie Tengen Toppa Gurren-Lagann
- Yoko Tsuno, Heldin der gleichnamigen Comicserie

### Nachname
- Mizuki Yōko (1910–2003), japanische Dramatikerin
- Ōta Yōko (1906–1963), japanische Schriftstellerin